# Bob Brady

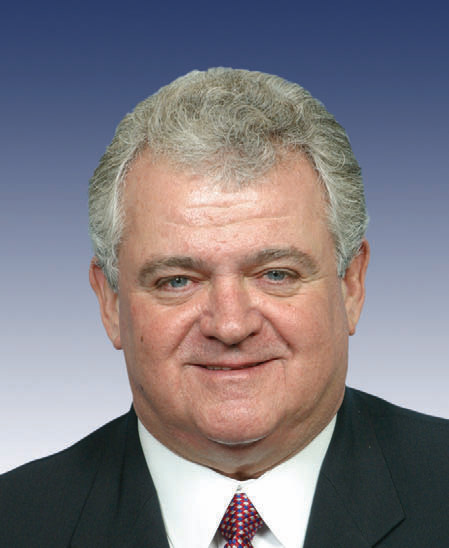
Bob Brady

Robert A. "Bob" Brady, född 7 april 1945 i Philadelphia, Pennsylvania, är en amerikansk demokratisk politiker. Han representerade delstaten Pennsylvanias första distrikt i USA:s representanthus 1998–2019.
Brady gick i skola i St. Thomas More High School i Philadelphia. Han arbetade sedan som snickare och avancerade med åren till fackföreningsledare.
Kongressledamoten Thomas M. Foglietta avgick i november 1997. Brady vann fyllnadsvalet och efterträdde Foglietta i representanthuset i maj 1998. Han omvaldes tio gånger.
Brady förlorade i demokraternas primärval inför borgmästarvalet i Philadelphia 2007 mot Michael Nutter som sedan vann en stor seger i själva borgmästarvalet mot republikanen Al Taubenberger.